# Pressing Serie A
Pressing Serie A è stato un programma televisivo italiano di approfondimento calcistico e spin-off di Pressing, andato in onda dal 6 gennaio 2020 al 23 maggio 2021 in seconda serata sulle reti Mediaset con la conduzione di Giorgia Rossi (sostituita da Monica Bertini nella puntata del 1º novembre 2020, in quanto è risultata positiva al COVID-19). Il programma è stato trasmesso dal 6 gennaio all'8 marzo 2020 su Rete 4 (ad eccezione della puntata del 26 gennaio 2020 che è stata trasmessa su Italia 1), mentre dal 21 giugno 2020 al 23 maggio 2021 è stato trasmesso nuovamente su Italia 1.

## Il programma
Il programma è nato come spin-off del programma Pressing. È andato in onda dallo studio 7 del Centro di produzione Mediaset di Cologno Monzese, ed è stato trasmesso dal 6 gennaio 2020 al 23 maggio 2021 con la conduzione di Giorgia Rossi.
Dal 6 gennaio all'8 marzo 2020 (per ogni domenica) il programma è andato in onda in seconda serata su Rete 4 con il nome di Pressing Serie A e con la conduzione di Giorgia Rossi (eccetto la puntata del 26 gennaio 2020 che va in onda su Italia 1 lasciando lo spazio su Rete 4 allo speciale di Stasera Italia dedicato alle elezioni regionali).
Dal 21 giugno al 2 agosto 2020, con la ripresa del campionato dopo la pandemia di COVID-19, il programma è andato in onda su Italia 1 sempre in seconda serata con due appuntamenti settimanali, il mercoledì e la domenica, sempre con la conduzione di Giorgia Rossi.
Dal 20 settembre 2020 al 23 maggio 2021, il programma è tornato in onda inizialmente due volte a settimana il mercoledì e la domenica in seconda serata e in seguito solo la domenica in seconda serata su Italia 1, sempre con la conduzione di Giorgia Rossi, dallo studio 7 del Centro di produzione Mediaset di Cologno Monzese. La puntata del 1º novembre 2020 è stata condotta da Monica Bertini, in quanto Giorgia Rossi è risultata positiva al COVID-19.

## Edizioni
| Edizione | Anno      | Rete televisiva | Conduzione        | Periodo        | Periodo      | Puntate | Studio                                                        |
| Edizione | Anno      | Rete televisiva | Conduzione        | Inizio         | Fine         | Puntate | Studio                                                        |
| -------- | --------- | --------------- | ----------------- | -------------- | ------------ | ------- | ------------------------------------------------------------- |
| 1ª       | 2020      | Rete 4          | Giorgia Rossi     | 6 gennaio 2020 | 8 marzo 2020 | 24      | Studio 7 del Centro di produzione Mediaset di Cologno Monzese |
| 1ª       | 2020      | Italia 1        | Giorgia Rossi     | 6 gennaio 2020 | 8 marzo 2020 | 24      | Studio 7 del Centro di produzione Mediaset di Cologno Monzese |
| 1ª       | 2020      | 21 giugno 2020  | Giorgia Rossi     | 2 agosto 2020  |              | 24      | Studio 7 del Centro di produzione Mediaset di Cologno Monzese |
| 2ª       | 2020-2021 | Monica Bertini  | 20 settembre 2020 | 23 maggio 2021 | 37           |         | Studio 7 del Centro di produzione Mediaset di Cologno Monzese |
| 2ª       | 2020-2021 | Giorgia Rossi   | 20 settembre 2020 | 23 maggio 2021 | 37           |         | Studio 7 del Centro di produzione Mediaset di Cologno Monzese |

## Programmazione
| Edizione | Rete televisiva | Anno      | Stagione          | Programmazione | Programmazione | Programmazione | Programmazione | Programmazione | Programmazione | Programmazione | Collocazione |
| Edizione | Rete televisiva | Anno      | Stagione          | L              | M              | M              | G              | V              | S              | D              | Collocazione |
| -------- | --------------- | --------- | ----------------- | -------------- | -------------- | -------------- | -------------- | -------------- | -------------- | -------------- | ------------ |
| 1ª       | Rete 4          | 2020      | inverno           |                |                |                |                |                |                |                | Prima serata |
| 1ª       | Italia 1        | 2020      | estate            |                | Seconda serata |                |                |                |                |                |              |
| 2ª       | Italia 1        | 2020-2021 | autunno-primavera |                | Seconda serata |                |                |                |                |                |              |